# Mika Häkkinen
Mika Pauli Häkkinen (finlandeză: [ˈmikɑ ˈhækːinen] ⓘ; n. 28 septembrie 1968, Helsinge kommun, Finlanda), supranumit și Finlandezul Zburător, este un fost pilot finlandez de curse auto, dublu campion de Formula 1, câștigând campionatele din 1998 și 1999 conducând pentru McLaren. El este unul dintre cei trei piloți de Formula 1 din Finlanda care au câștigat Campionatul Mondial și este singurul pilot finlandez care l-a câștigat de mai multe ori. În prezent lucrează în managementul piloților și este ambasador de brand pentru diverse companii.

## Cariera
Mika Pauli Häkkinen s-a născut pe 28 septembrie 1968, în Vantaa, Finlanda.
A debutat la vârsta de 5 ani.
Între anii 1974-1986 a câștigat 5 campionate de Formula K în Finlanda. Devine apoi campion în Formula Ford 1600, campion în Opel Lotus Euroseries, vicecampion în British GM Lotus, locul 7 în Formula 3 britanică (1989), ca în anul următor să reușească să triumfeze și în această competiție.

## Formula 1
Mika va face pasul spre crema motor-sportului în anul 1991, în cadrul echipei Lotus-Judd, echipa la care va activa timp de 2 sezoane cu rezultate relativ modeste.
Adevarata consacrare o cunoaște odată cu trecerea la echipa Mclaren, echipată în acel an (1993) de motoare Ford. După un an ca și pilot de teste, urmează un sezon competițional ca și pilot titular, motorul nefiabil de proveniența Peugeot neputându-i aduce decât un loc 4 în Campionat. Până în 1997 inclusiv, Mclaren nu a fost capabilă să ofere un șasiu performant și un motor pe măsură, deci rezultatele au fost modeste.
În anul 1997, la Jerez, Mika a câștigat prima cursă de Formula 1 din carieră.
A urmat anul de grație 1998, când Mika, alături de echipa sa West Mclaren Mercedes au reușit să prindă din urmă competiția (Ferrari si Williams) și au reusit să obțină ambele titluri. În acest an, Mclaren a acumulat 156 de puncte, Mika obținând un număr de 7 victorii și David Coulthard una din 17 posibile. Au trebuit să treacă 6 ani pentru ca un nou pilot finlandez să devină campion mondial și 10 ani pentru ca Mclaren să mai cucerească un titlu, după impresionanta prestație de la sfârșitul anilor '80.
În anul următor, Mika reușește să-și apere titlul, însă titlul la constructori este adjudecat de Ferrari, pe fondul unor probleme de fiabilitate ale mașinii sale MP4/14.
În 2000, problemele continuă pentru echipa cu mașina, și Michael Scumacher alături de Ferrari reușesc să-și adjudece ambele campionate, Mika trebuind să se mulțumească cu un loc secund.
Anul 2001 este unul deosebit de slab pentru Mika, probabil pe fondul unei lipse de motivații. Totuși, el a demonstrat că rămâne un pilot de valoare prin victoriile repurtate la Hockenheim și Indianapolis.
Acest an 2001 a reprezentat finalul carierei sale de pilot de Formula 1, locul său în cadrul echipei fiind luat de un alt compatriot de al său, în persoana lui Kimi Raikkonen, un pilot cu cel puțin la fel de mult talent ca și Mika.

## Perioada post-Formula 1
Mika a participat după retragerea din Formulă în diverse curse de raliuri, însă doar ca și amator.
Pentru bucuria fanilor săi germani, nu puțini la număr, Hakkinen se va întoarce în motorsport în anul 2005, în Campionatul German de Turisme (DTM), tot sub culorile sub care a cunoscut consacrarea (Mercedes), urmând să conducă modelul Mercedes C-Klasse DTM.

## Cariera în Formula 1
| Sezon | Echipă                    | Număr puncte | Loc clasament general |
| ----- | ------------------------- | ------------ | --------------------- |
| 1991  | Team Lotus                | 2            | 16                    |
| 1992  | Team Lotus                | 11           | 8                     |
| 1993  | Marlboro McLaren          | 4            | 15                    |
| 1994  | Marlboro McLaren Peugeot  | 26           | 4                     |
| 1995  | Marlboro McLaren Mercedes | 17           | 7                     |
| 1996  | Marlboro McLaren Mercedes | 31           | 5                     |
| 1997  | West McLaren Mercedes     | 27           | 6                     |
| 1998  | West McLaren Mercedes     | 100          | 1                     |
| 1999  | West McLaren Mercedes     | 76           | 1                     |
| 2000  | West McLaren Mercedes     | 89           | 2                     |
| 2001  | West McLaren Mercedes     | 37           | 5                     |